# Abdul Rahman
Abdul Rahman (en persa y pashtu: عبدالرحمان) (Kabul, Afganistán, 1965) es un ciudadano afgano que fue arrestado en febrero de 2006 y juzgado al mes siguiente en Kabul por haberse convertido al cristianismo. Acusado de apostasía, se enfrentaba a la pena capital. Las presiones internacionales permitieron su liberación y su marcha a Italia, país que le ofreció asilo político.

## Antecedentes
Se convirtió al cristianismo cuando tenía 25 años tras trabajar en una organización humanitaria que ayudaba a refugiados afganos en Pakistán. Trabajó como asistente médico con las milicias "muyahidín" que lucharon contra la invasión soviética de Afganistán en los años 1980 y, posteriormente, trabajó en Rusia y Alemania durante nueve años.

## Detención y juicio
Rahman fue detenido en febrero de 2006 por "rechazar el Islam" (delito que en Afganistán, un país de abrumadora mayoría musulmana, se castiga con la ejecución a instancias de la policía, que encontró una Biblia en su casa después de que su padre lo denunciase a causa de una disputa por la custodia de sus dos hijas: "Yo crie a sus dos hijas mientras él estaba en el exilio, pero cuando regresó me pidió su custodia, aunque las niñas no querían regresar con él", explicó. Manan afirma que recurrió a la Policía cuando su hijo no le dejó otro remedio y dijo que él no le acusó de ser cristiano, sino que los agentes lo descubrieron mientras le interrogaban y luego encontraron una Biblia entre sus posesiones”. Esta es la primera vez que los tribunales afganos juzgan a una persona por haberse convertido a otra religión, un caso que las organizaciones defensoras de los derechos humanos están vigilando muy de cerca. 
"Queremos que haya un juicio libre y justo en este caso", había dicho el portavoz de la Comisión Independiente de Afganistán para los Derechos Humanos, Nader Naderi. 
Naderi mostró su esperanza de que el tribunal que enjuicia a Rahmán le dé suficiente tiempo para que este reconsidere su decisión de convertirse. 
Cuatro años después de la caída del régimen ultraintegrista islámico talibán en el país, el Gobierno afgano, que tiene en Estados Unidos un cercano aliado, trata de reconstruir Afganistán y de conseguir que en su territorio se practique un islamismo moderado. El juicio a Rahmán ha abierto un debate en el país entre los conservadores islámicos y los reformistas sobre cómo se deben aplicar los principios del Islám. Tras una fuerte controversia internacional, el Tribunal Supremo de Afganistán desestimó el 26 de marzo de 2006 el caso. Fue desestimado porque existen dudas sobre su estado mental y su nacionalidad (Rahman vivió nueve años en Alemania). 
En Mazar-e-Sharif (norte de Afganistán), unas 500 personas en su mayoría clérigos, protestaron esta decisión y gritaron consignas contra los países occidentales, que habían presionado a favor de la liberación del converso. La protesta fue convocada por los ulemas y a ella se unieron varios habitantes de la ciudad. 

## Liberación
El 29 de marzo, el gobierno italiano anunció que tras haber concedido el asilo político a Rahman, éste acababa de llegar a Italia.
Analistas políticos afganos indicaron que, al ser el acusado absuelto, este caso podría ser utilizado por los más extremistas para generar un sentimiento de rechazo social hacia el régimen que encabeza el presidente afgano, Hamid Karzai.